# Turacina

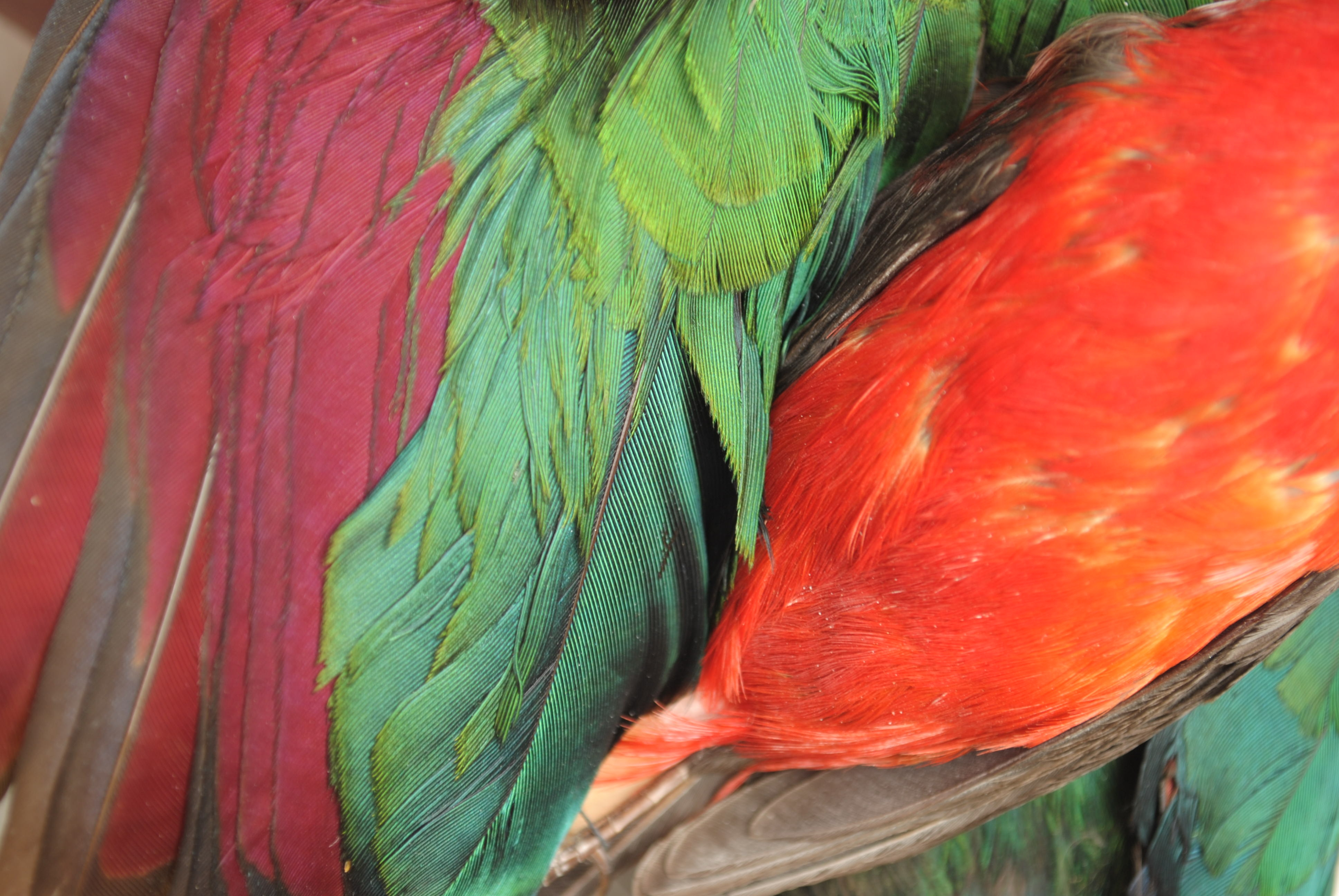
Turacina (Ala deTauraco bannermani, rojo, izquierda) comparada con los carotenoides (Vientre de Ramphocelus bresilius, anaranjado, derecha).
El color verde del centro es debido a la turacoverdina.

La turacina es un pigmento rojo natural que se encuentra formando un complejo de cobre al 6% con la uroporfirina III. Arthur Herbert Church descubrió la turacina en 1869.
Sólo se ha encontrado en las plumas de aves de la familia Musophagidae, los turacos. Otras aves obtienen la coloración de sus plumas por los carotenoides o feomelaninas. La turacina se puede extraer de las plumas cuando se utiliza una solución ligeramente alcalina. 

## Actividad biológica
La turacina es incapaz de catalizar la oxidación de ácido ascórbico o cisteína, a diferencia de otros grupos porfirino quelatados con metales. La gran estabilidad de la turacina y dado que el cobre de la turacina no reacciona con proteínas, Keilin concluyó que es difícil visualizar a un complejo de cobre (II) con porfirina actuando como un grupo prostético de óxido reductasas o citocromos. La turacina no fue afectada por bacterias (Bacillus subtilis), mohos (Penicillium notatum y Aspergillus niger) o a través del hígado de rata después de administración paraenteral.